# Лаборде, Рикардо
Рика́рдо Але́ксис Лабо́рде Лео́н (исп. Ricardo Alexis Laborde Leon; род. 16 февраля 1988, Картахена), — колумбийский футболист, нападающий.

## Клубная карьера
Лаборде начал карьеру в клубе «Академия». Он не смог выиграть конкуренцию за место в основе и по окончании сезона перешёл в бразильский «Наутико». В новой команде Рикардо также не смог себя проявить и уехал в Европу. В 2008 году он подписал контракт с швейцарским клубом «Лугано». 2 ноября в матче против «Шаффхаузена» Лаборде забил свой первый гол в швейцарской Суперлиге.
Отыграв сезон в Швейцарии Рикардо решил реанимировать карьеру на родине и перешёл в «Атлетико Уила». 20 февраля 2010 года в поединке против «Депортиво Перейра» он дебютировал в Кубке Мустанга. 9 мая в матче против «Индепендьенте Медельин» Лаборде сделал «дубль» забив свои первые голы за «Атлетико».
Летом 2010 года Рикардо перешёл на правах аренды в кипрский «Анортосис». 19 августа в матче Лиги Европы против московского ЦСКА он дебютировал за клуб из Фамагусты. В этом же поединке Лаборде получил травму уже через 12 минут после выхода на поле. 8 ноября в матче против «Пафоса» он дебютировал в чемпионате Кипра. 8 января 2011 года в «дерби» против АПОЭЛа Рикадрдо забил свой первый гол за «Анортосис». В 2012 году руководство клуба выкупило трансфер Лаборде у «Атлетико Уила». В том же году Рикардо помог команде выйти в финал Кубка Кипра.
Летом 2013 года он перешёл в российский «Краснодар», подписав двухлетний контракт. Сумма трансфера составила 1,7 млн. евро. 21 июля в матче против «Ростова» Лаборде дебютировал в РФПЛ, заменив во втором тайме Сергея Петрова. 20 апреля 2014 года  в поединке против московского «Динамо» он забил свой первый гол за «Краснодар». В том же году Рикардо помог клубу выйти в финал Кубка России. 18 сентября в матче Лиги Европы против французского «Лилля» он забил гол и помог «Краснодару» добиться ничьей. 15 августа 2015 года в выездном матче против «Зенита» Лаборде забил свой первый гол в новом сезоне.
Летом 2018 года контракт Лаборде с «Краснодаром» закончился и он на правах свободного агента вернулся в «Анортосис».
В апреле 2020 года он объявил о завершении карьеры в возрасте 32 лет.

## Достижения
Командные
 «Краснодар»
- Финалист Кубка России — 2013/14